# El Aïoun Sidi Mellouk
El Aïoun Sidi Mellouk  العيون سيدي ملوك ou El Aïoun Charqiya  (littéralement Les yeux/sources orientales) est une ville située au nord-est du Maroc dans la Province de Taourirt, non loin de la frontière algérienne et à environ 100 km au sud de la mer méditerranée. Elle est desservie par l'autoroute A2 qui relie Fès à Oujda.

## Histoire
Elle est fondée en 1679 sous l'ordre du sultan Moulay Ismail. Le nom El Aïoun a deux significations en arabe : les yeux et les sources d'eau. Elle compte environ 41 832 habitants en 2014.
Comme la plupart des villes au Maroc, elle sera sous protectorat français entre 1912 et 1956. Elle est alors dotée d'un centre d'environ 1 000 habitants dont 156 européens.

## Économie
L'économie de la ville dépend beaucoup des communautés rurales qui l'encerclent. En effet, les agriculteurs produisent du blé et élèvent des animaux (vaches, moutons, chèvres, poules, lapins , chevaux , Ânes...) puis les revendent au centre-ville et surtout au marché (Le Souk) qui se déroule traditionnellement tous les mardis matin. L'économie dépend également des pays européens, comme l'Espagne, qui exportent de nombreux produits occidentaux au Maroc.
Malgré tout, cette ville est en voie de développement et de nombreuses personnes vivent en dessous du seuil de pauvreté.
Un hôpital et un centre d'urgence ont été construits.

## Monuments
Le monument représentatif de la ville est la Kasbah. C'est une citadelle ayant la forme d'un carré d'environ 1 820 m2 construite en terre et percée de neuf portes en bois.

## Personnalités
- Houssine Bezzai (1978-),  footballeur néerlando-marocain, est né à El Aïoun Sidi Mellouk.